# Argyrodes viridis
Argyrodes viridis es una especie de araña de telaraña irregular del género Argyrodes, de la familia Theridiidae, orden Araneae. Fue descrita por Vinson en 1863.
Se distribuye por África: Madagascar (Reunión). Fue publicada en Aranéides des îles de La Réunion, Maurice et Madagascar. Librairie Classique Eugène Belin, 337 pp., Pl. 1-, 14.